# Marie Senghor Basse
Marie Senghor Basse (1930-2019), de nome completo Marie-Thérèse Camille Senghor Basse, foi uma médica senegalesa que dirigiu o Centre de protection maternelle et infantile (Centro de Proteção Materno-Infantil) e actuou como representante do Senegal na Organização para Alimentação e Agricultura das Nações Unidas de 1961 a 1966. Ela então voltou para o Senegal com o seu marido Edouard Camille Basse, o embaixador senegalês na Itália, e trabalhou por dois anos como inspectora na Escola de Medicina de Dakar. Em 1968, Basse fundou o l'Institut de Technologie Alimentaire (Instituto de Tecnologia de Alimentos) do Senegal, onde pesquisou o processamento de frutas, vegetais, grãos e produtos animais. Além disso, Basse era frequentemente vista na televisão nacional senegalesa a promover o "consumo local" de alimentos. Além disso, Basse foi um membro fundador da secção senegalesa da Comunidade Cultural Africana, uma organização fundada por Wole Soyinka que procura ajudar os intelectuais e os artistas africanos na adaptação aos desafios únicos da era moderna.